# Singur
Singur är en ort i Indien.   Den ligger i distriktet Hugli och delstaten Västbengalen, i den östra delen av landet, 1 300 km sydost om huvudstaden New Delhi. Singur ligger 16 meter över havet och antalet invånare är 19 402.
Terrängen runt Singur är mycket platt. Runt Singur är det mycket tätbefolkat, med 3 623 invånare per kvadratkilometer. Närmaste större samhälle är Bhātpāra, 18,7 km öster om Singur. Trakten runt Singur består till största delen av jordbruksmark.